# English Open (snooker)
Het English Open is een professioneel snookertoernooi. Het werd voor het eerst gehouden in oktober 2016 en is een van de rankingtoernooien. De eerste editie werd gewonnen door Liang Wenbo.

Dit toernooi vormt samen met de toen reeds bestaande toernooien de Welsh Open, het Northern Ireland Open en het Scottish Open de Home Nations Series.

## Winnaars
| Jaar | Winnaar           | Verliezend finalist | Score | Seizoen   |
| ---- | ----------------- | ------------------- | ----- | --------- |
| 2016 | Liang Wenbo       | Judd Trump          | 9-6   | 2016/2017 |
| 2017 | Ronnie O'Sullivan | Kyren Wilson        | 9-2   | 2017/2018 |
| 2018 | Stuart Bingham    | Mark Davis          | 9-7   | 2018/2019 |
| 2019 | Mark Selby        | David Gilbert       | 9-1   | 2019/2020 |
| 2020 | Judd Trump        | Neil Robertson      | 9-8   | 2020/2021 |
| 2021 | Neil Robertson    | John Higgins        | 9-8   | 2021/2022 |
| 2022 | Mark Selby        | Luca Brecel         | 9-6   | 2022/2023 |
| 2023 | Judd Trump        | Zhang Anda          | 9-7   | 2023/2024 |
| 2024 | Neil Robertson    | Wu Yize             | 9-7   | 2024/2025 |